# Saison 1 de Smallville
Chronologie
Saison 2
Cet article présente les épisodes de la première saison de la série télévisée Smallville.

## Distribution

### Acteurs principaux
- Tom Welling (VF : Tony Marot) : Clark Kent
- Kristin Kreuk (VF : Laura Blanc) : Lana Lang
- Michael Rosenbaum (VF : Damien Ferrette) : Lex Luthor
- Eric Johnson (VF : Jérôme Pauwels) : Whitney Fordman (19 épisodes)
- Sam Jones III (VF : Fabrice Trojani) : Pete Ross (20 épisodes)
- Allison Mack (VF : Edwige Lemoine) : Chloe Sullivan
- Annette O'Toole (VF : Brigitte Virtudes) : Martha Kent
- John Schneider (VF : Patrick Béthune) : Jonathan Kent

### Acteurs récurrents
- John Glover (VF : Pierre Dourlens) : Lionel Luthor (9 épisodes)
- Sarah-Jane Redmond (VF : Isabelle Ganz) : Nell Potter (7 épisodes)
- Mitchell Kosterman (en) (VF : Patrick Laplace) : Shérif Ethan Miller (7 épisodes)
- Hiro Kanagawa (VF : Éric Aubrahn) : James Kwan (6 épisodes)
- Kelly Brook (VF : Julie Turin) : Victoria Hardwick (4 épisodes)
- Tom O'Brien (en) (VF : Jérôme Keen) : Roger Nixon (4 épisodes)
- Joe Morton (VF : Jean-Louis Faure) : Dr Steven Hamilton (3 épisodes)
- Robert Wisden (VF : Mathieu Buscatto) : Gabe Sullivan (3 épisodes)

## Épisodes

### Épisode 1:Bienvenue sur Terre
- États-Unis : 16 octobre 2001 sur The WB
- France : 4 janvier 2003 sur M6

- États-Unis : 8,4 millions de téléspectateurs
- États-Unis : 3,9 millions de téléspectateurs

- John Glover (Lionel Luthor)
- Adrian McMorran (VF : Fabrice Josso) (Jérémy Creek)
- Sarah-Jane Redmond (Nell Potter)
- Malkolm Alburquenque (Clark Kent enfant)
- Matthew Munn (Lex à l'âge de 9 ans)

- En France, cet épisode et le suivant forment un pilote de 1 heure 30. Tous les personnages principaux y apparaissent.
- Le pilote a reçu un Emmy Award et plusieurs nominations (American Society of Cinematographers, The Leo Awards, Artios Awards-CSA, Golden Reel Award).
- Le kryptomonstre de cet épisode, le premier que Clark affrontera dans la série, est doublé par Fabrice Josso qui doublera quelques années plus tard un personnage régulier de la saison 4, Jason Teague.
- Musique : Remy Zero, Bruce Hornsby, Lifehouse, Stereophonics, Eagle-Eye Cherry, Embrace, The Calling, Stereoblis, Jude.

### Épisode 2:Métamorphose
- États-Unis : 23 octobre 2001 sur The WB
- France : 4 janvier 2003 sur M6

- Chad Donella (VF : Alexandre Gillet) (Greg Arkin)
- Gabrielle Rose (Mme Arkin)

Le kryptomonstre de cet épisode reviendra lors du 200e épisode, Voyage Initiatique. 

### Épisode 3:Tête brûlée
- États-Unis : 30 octobre 2001 sur The WB
- France : 11 janvier 2003 sur M6

- John Glover (Lionel Luthor)
- Jason Connery (Dominic Sanitori)
- Sarah-Jane Redmond (Nell Potter)
- Hiro Kanagawa (Principal James Kwan)
- David Paetkeau (Trevor Chapell)
- Dan Lauria (Coach Walter Arnold)

### Épisode 4:Sosies
- États-Unis : 7 novembre 2001 sur The WB
- France : 11 janvier 2003 sur M6

- Lizzy Caplan (VF : Véronique Desmadryl) (Tina Greer)
- Tom O'Brien (Roger Nixon)
- Beverly Breur (Rose Greer)
- Sarah-Jane Redmond (Nell Potter)
- Brian Jensen (Coach)
- Mitch Kostermann (Shérif Ethan Miller)
- Mark McConchie (Mr. Ellis)

On peut voir, lors d'un plan extérieur suffisamment long, que le cinéma de Smallville diffuse le film Génération perdue (The Lost Boys), réalisé en 1987 par Joel Schumacher.

### Épisode 5:Corps de glace
- États-Unis : 14 novembre 2001 sur The WB
- France : 18 janvier 2003 sur M6

- Michael Coristine (VF : Maël Davan-Soulas) (Sean Kelvin)
- Tania Saulnier (Jenna Barnum)

### Épisode 6:Prédictions
- États-Unis : 21 novembre 2001 sur The WB
- France : 18 janvier 2003 sur M6

- Eric Christian Olsen (VF : Axel Kiener) (Harry Bollston/Volk jeune)
- George Murdock (Harry Bollston/Volk âgé)
- Jackie Burroughs (Cassandra)
- Sarah-Jane Redmond (Nell Potter)
- Alf Humpreys (Randolph Gage)
- Reg Tupper (Docteur)
- Mitchell Kostermann (Shérif Ethan Miller)

### Épisode 7:Faim de loup
- États-Unis : 28 novembre 2001 sur The WB
- France : 25 janvier 2003 sur M6

- Amy Adams (VF : Sybille Tureau) (Jodi Melville)
- Sarah-Jane Redmond (Nell Potter)
- Malcolm Stewart
- Joe Morton (Dr Steven Hamilton)
- Jeff Seymour (Dr Vargas)

### Épisode 8:Niveau -3
- États-Unis : 11 décembre 2001 sur The WB
- France : 25 janvier 2003 sur M6

- Tony Todd (VF : Pascal Renwick) : (Earl Jenkins)
- John Glover (Lionel Luthor)
- Robert Wisden (Gabe Sullivan)

### Épisode 9:Sur le fil du rasoir
- États-Unis : 15 janvier 2002 sur The WB
- France : 1er février 2003 sur M6

- Cameron Dye (VF : Hervé Jolly) (Sam Fellan)
- Hiro Kanagawa (Principal Kwan)
- Kelly Brook (Victoria Hardwick)
- Mitchell Kosterman (Shérif Ethan Miller)

### Épisode 10:Transparences
- États-Unis : 29 janvier 2002 sur The WB
- France : 1er février 2003 sur M6

- Kett Turton (VF : Alexandre Gillet) (Jeff Palmer)
- Kelly Brook (Victoria Hardwick)
- John Glover (Lionel Luthor)
- Jesse Hutch (Troy)
- Sarah-Jane Redmond (Nell Potter)
- Glynis Davies (Mme Palmer)
- Azura Skye (Amy Palmer)

### Épisode 11:Une poigne d'enfer
- États-Unis : 5 février 2002 sur The WB
- France : 8 février 2003 sur M6

- John Glover (Lionel Luthor)
- Kelly Brook (Victoria Hardwick)
- Rick Peters (VF : Constantin Pappas) (Bob Rickman)
- Gregory Sporleder (Kyle Tipett)
- Leanna Adachi (Infirmière)
- Nelson Brown (Toby)

- Lex, hypnotisé, apprend le secret de Clark, mais perd la mémoire en reprenant son état normal.
- Chloé, hypnotisée, embrasse Clark.
- Clark apprend, dans cet épisode, qu'il est insensible aux impacts de balles.
- A la fin de l'épisode Clark fait référence a la bande dessinée de Superman en évoquant comment finira son amitié avec Lex sachant que dans la bande dessinée Lex Luthor devient un super-vilain

### Épisode 12:Un homme ordinaire
- États-Unis : 12 février 2002 sur The WB
- France : 8 février 2003 sur M6

- Shawn Ashmore (VF : Hervé Rey) (Eric Summers)
- John Glover (Lionel Luthor)
- Kelly Brook (Victoria Hardwick])
- Kevin McNulty (Mr. Summers)
- Sarah-Jane Redmond (Nell Potter)
- P. Lynn Johnson (Mme Summers)
- William Samples (Sir Harry Hardwick)
- Tom O'Brien (en) (Roger Nixon)

### Épisode 13:Passe-murailles
- États-Unis : 26 février 2002 sur The WB
- France : 15 février 2003 sur M6

- Kavan Smith (Wade Mahaney)
- David Lovgren (Derek Fox)
- David Coles (Scott Bowman)
- Sarah-Jane Redmond (Nell Potter)

### Épisode 14:Les Fantômes du passé
- États-Unis : 12 mars 2002 sur The WB
- France : 15 février 2003 sur M6

- Corin Nemec (VF : Lionel Tua) (Jude Royce)
- Judy Tylor (VF : Laura Préjean) (Amanda Rothman)
- Cameron Dye (VF : Hervé Jolly) (Sam Phelan)

Erreur de dialogue VF : "Jude Royce" dit avoir tué Sam Phelan, mais Lex est témoin de sa mort sous les balles de la Police.   

### Épisode 15:Nicodemus
- États-Unis : 19 mars 2002 sur The WB
- France : 22 février 2003 sur M6

- Hiro Kanagawa (Principal James Kwan)
- Joe Morton (Dr Steven Hamilton)
- Julian Christopher (Dr Malcynthre)
- Bill Mondy (James Beales)
- Nicki Clyne (serveuse)

Dans cet épisode, Lana, sous influence, embrasse Clark.

### Épisode 16:Pensées secrètes
- États-Unis : 16 avril 2002 sur The WB
- France : 22 février 2003 sur M6

- John Glover (Lionel Luthor)
- Ryan Kelley (Ryan James)
- Brandy Ledford (Joanne)
- Courtney Kramer (Skye)

### Épisode 17:Cendres
- États-Unis : 23 avril 2002 sur The WB
- France : 1er mars 2003 sur M6

- John Glover (Lionel Luthor)
- Reynaldo Rosales (Tyler Randall)
- Jason Connery (Dominic Sanitori)
- Shyela Moore (Mme. Skies)
- Tiffany Knight (Rose Randall)

### Épisode 18:Les Abeilles tueuses
- États-Unis : 30 avril 2002 sur The WB
- France : 1er mars 2003 sur M6

- Marguerite Moreau (Cassandra Castle)
- Shonda Farr (Sacha Woodman)
- Chelan Simmons (Felice Chandler)
- Hiro Kanagawa (Principal James Kwan)
- Simon Wong (Paul Shang)

- Lex propose à Clark d'adopter comme slogan "L'Homme de demain se forge à partir des batailles d'aujourd'hui." Or "l'Homme de demain" est l'un des surnoms de Superman dans les comics.
- Laurence Dourlens, qui double ici Cassandra Castle, doublera plus tard le personnage de Tess Mercer dans les trois dernières saisons de Smallville.
- À la fin de l'épisode, Lex affirme à Clark qu'il aimerait être président : il s'agit là aussi d'une référence au comics où c'est le cas. En outre, Pete, qui affirme à Clark n'avoir aucune aspiration politique, devient dans les comics le vice-président de Lex.

### Épisode 19:Télékinésie
- États-Unis : 7 mai 2002 sur The WB
- France : 8 mars 2003 sur M6

- Adam Brody (Justin Gaines)
- John Glover (Lionel Luthor)
- Hiro Kanagawa (Principal James Kwan)
- Dona Bullock (Pamela Jenkins)
- Catherine Baroll (Betty Fordman)
- Kevan Ohsji (Danny Kwan)
- James Purcell (Dr Nathan Wells)
- Anaya Farell (Renée David)

### Épisode 20:Loin des yeux
- États-Unis : 14 mai 2002 sur The WB
- France : 8 mars 2003 sur M6

Tom O'Brien (VF : Jérome Keen) (Roger Nixon)

### Épisode 21:Avis de tempête
- États-Unis : 21 mai 2002 sur The WB
- France : 15 mars 2003 sur M6

- Remy Zero
- John Glover (Lionel Luthor)
- Tom O'Brien (VF : Jérome Keen) (Roger Nixon)

- Remy Zero, qui a écrit la chanson du générique, apparaît avec son groupe pour interpréter deux chansons : Save Me, la chanson du générique et Perfect Memory, la chanson préférée de Chloé. De plus, il ne fait pas qu'un simple caméo : Pete et Clark remarquent en effet sa présence et l'acclament.
- Lorsqu'à la fin de l'épisode, Clark arrive pour essayer de sauver Lana, on voit un panneau indiquant 90. Ce chiffre correspond à la vitesse limite (en kilomètres) autorisée au Canada (où la série est tournée) et non celle autorisée au Kansas (en miles) où l'action est censée se dérouler.
- Whitney quitte la distribution ; il fera cependant deux dernières apparitions dans les saisons 2 et 4.